# Miguel Burtzes
Miguel Burtzes (en griego: Μιχαήλ Βούρτζης; transliteración: Michaél Boúrtzes; c. 930/935 - después de 996), fue un general bizantino de fines del siglo x, que destacó por su conquista de Antioquía en 969. Sin embargo, esto no evitó que cayera en desgracia ante el emperador Nicéforo II Focas (r. 963-969). Resentido por el desprecio recibido, Burtzes se unió a los conspiradores que asesinaron a Nicéforo II pocas semanas después. Posteriormente, volvió a desempeñar un papel relevante en la guerra civil entre el emperador Basilio II (r. 976-1025) y el rebelde Bardas Esclero, cambiando de bando en dos oportunidades. A pesar de su volubilidad, Basilio II lo nombró dux de Antioquía, cargo que ocupó hasta 995, cuando sus fracasos en las guerras contra los fatimíes causaron su destitución.

## Biografía

### Carrera bajo Nicéforo II y Juan I Tzimisces

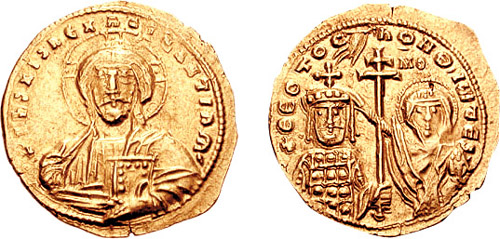
Histamenon de Juan I Tzimisces

Miguel Burtzes fue el primer miembro destacado de la familia Burtzes, originaria del Alto Éufrates, la cual se convirtió en uno de los principales clanes de la aristocracia militar bizantina durante el siglo xi. Alcanzó notoriedad a finales de 968, cuando el emperador Nicéforo II lo designó patricio y strategos del pequeño tema de las Montañas Negras (Mauron Oros) y le encomendó el mando de las fuerzas encargadas de sitiar Antioquía.
A finales del otoño de 969, tras desobedecer las órdenes de Nicéforo II de no atacar Antioquia en su ausencia, Burtzes convenció a un traidor dentro de la ciudad para que entregara una de las principales torres de la muralla, y las tropas bizantinas la ocuparon rápidamente. Durante tres días, defendió esta posición contra los repetidos ataques de los defensores, hasta que los refuerzos liderados por el estratopedarca Pedro Focas llegaron y aseguraron la ciudad para el Imperio bizantino. A pesar de su papel decisivo en este triunfo militar, Burtzes no recibió recompensa alguna. Enfurecido por su desobediencia o, según otras fuentes, por haber incendiado y destruido gran parte de la ciudad, Nicéforo lo destituyó de su cargo y nombró a su pariente, Eustacio Maleino, como el primer dux de Antioquia.
Indignado por lo que consideró una injusticia, Burtzes se unió a una conspiración junto a otros generales descontentos con Nicéforo, liderados por Juan Tzimisces. En la noche del 10 al 11 de diciembre de 969, un grupo de estos conspiradores, que incluía a Tzimisces y Burtzes, logró acceder al palacio imperial de Bucoleón por mar, asesinó al emperador y proclamó a Juan I Tzimisces como su sucesor. A pesar de su implicación en el magnicidio, las fuentes históricas apenas mencionan a Burtzes durante el reinado de Juan I Tzimisces (r. 969-976). Yahya de Antioquía registra que supervisó las obras de restauración de las murallas de Antioquía tras un terremoto, pero no parece haber estado al frente del gobierno de la ciudad. Según el historiador bizantino Juan Escilitzes, al morir Juan Tzimisces en enero de 976, Miguel Burtzes comandaba la unidad militar de élite (tagma) de los estratelatas en el ejército de Bardas Esclero.

### Carrera bajo Basilio II

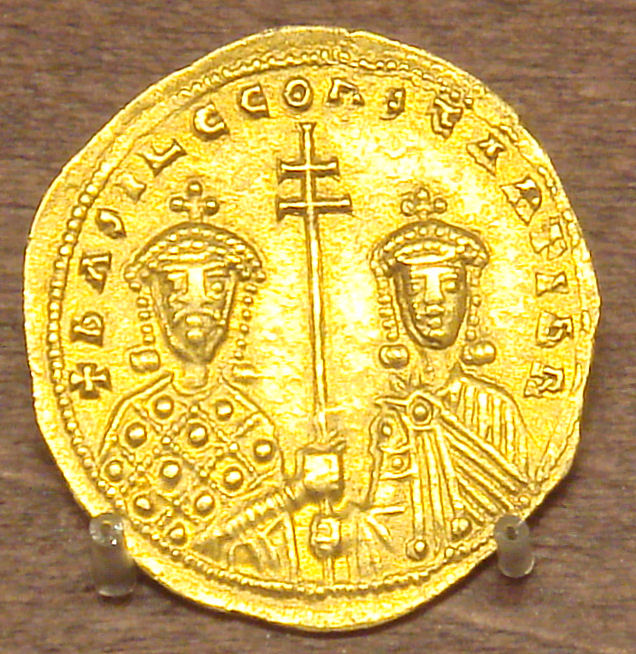
Los coemperadores Basilio II el Bulgaroctono y su hermano menor Constantino VIII

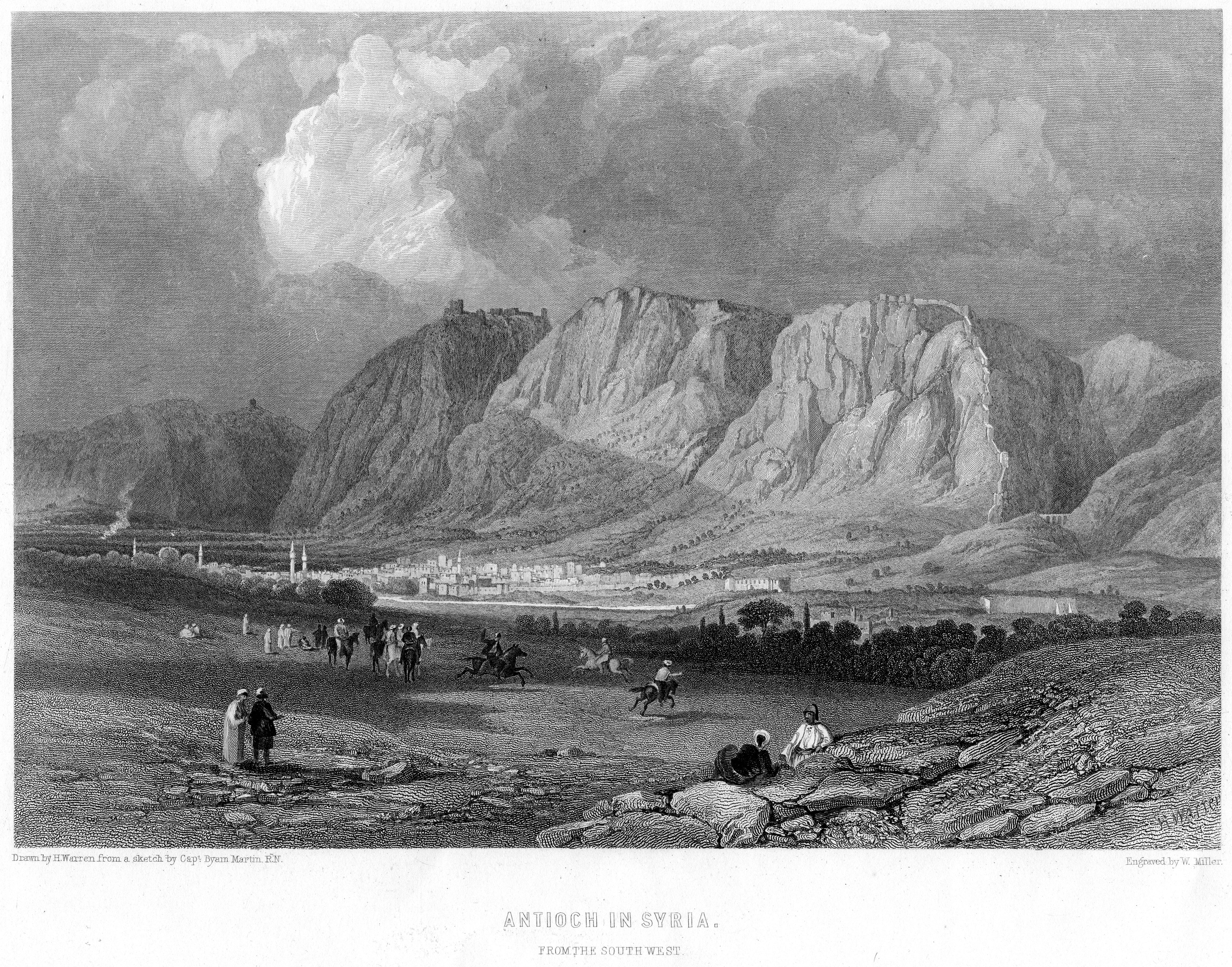
Grabado del siglo con vistas a Antioquía

Tras la muerte de Juan Tzimisces, el poder imperial retornó a los legítimos emperadores, los jóvenes hermanos Basilio II y Constantino VIII. No obstante, dada su juventud e inexperiencia, el gobierno en la práctica quedó en manos del influyente paracemomeno Basilio Lecapeno. De inmediato, este adoptó medidas para frustrar cualquier intento de los magnates de Anatolia de usurpar el trono y actuó supuestamente como «protector» de los dos emperadores juveniles, un papel similar al que habían desempeñado Focas y Tzimisces en el pasado. A continuación, llevó a cabo una reorganización general de los mandos militares más importantes en el este, una maniobra que historiadores como Escilitzes interpretaron como un esfuerzo deliberado para debilitar la autoridad de los poderosos estrategos.
En ese momento, Burtzes asumió el mando de las tropas en Siria y destinado a Antioquía. Al parecer, fue el primero en ostentar el título de dux de Antioquía. Casi de inmediato, emprendió incursiones militares en el interior de la Siria controlada por los fatimíes, llegando a atacar Trípoli, en el Líbano. Estas incursiones resultaron en valiosos botines, cuyas ganancias trasladó a Antioquía.
En la primavera, Bardas Esclero, recién nombrado dux de Mesopotamia y siendo uno de los principales aliados de Tzimisces, se rebeló y se proclamó emperador en su base de Melitene. Desde Constantinopla llegaron órdenes para que Burtzes dirigiera sus tropas hacia el norte, se uniera al ejército de Eustacio Maleino, entonces gobernador de Cilicia, y bloqueara el avance de los rebeldes a través de las montañas del Antitauro. Dejando a su hijo al mando de Antioquía, Burtzes cumplió la orden y marchó al norte. Sin embargo, en la batalla que tuvo lugar en la fortaleza de Lapara, en el tema de Licando (otoño de 976) las fuerzas leales combinadas sufrieron una contundente derrota. Según los cronistas, Burtzes fue el primero en retirarse y, poco después, desertó y se unió a Esclero.
En el otoño de 977, Burtzes asumió el liderazgo de las tropas de Esclero en un intento de frenar el avance del ejército imperial que marchaba desde Kotyaion a Iconio. Ambos ejércitos se vieron envueltos en combates improvisados que culminaron en una sangrienta derrota para los rebeldes. Tras este revés, Burtzes cambió nuevamente de bando y retornó al ejército imperial, ahora bajo el mando de Bardas Focas el Joven.
En noviembre de 989, Burtzes arrebató Antioquia a León Focas el Viejo, hijo de Bardas, quien se sometió al emperador Basilio II apenas unos meses antes. A diferencia de otros líderes militares que se habían rebelado contra él, Basilio II volvió a confiar en Burtzes y le otorgó nuevamente el cargo de dux de Antioquia, que ocupó entre 990 y 995. Durante su mandato, Burtzes lideró la defensa de la frontera imperial en un periodo de recrudecimiento de los combates con los fatimíes.
En 992, sofocó una revuelta de la población musulmana de Laodicea del Líbano, el puerto de Antioquia, deportándola a Anatolia. Sin embargo, ese mismo año sufrió dos derrotas en combate, la segunda de ellas en la batalla del Orontes, librada a orillas del río Orontes cerca de Apamea, el 15 de septiembre de 994. Estos fracasos, junto con las acusaciones de haber exacerbado el conflicto con los fatimíes al detener a un embajador de estos, generaron el descontento de Basilio II. En 995, aprovechando el debilitamiento de las fuerzas bizantinas en el este debido a sus derrotas, los fatimíes sitiaron Alepo, el principal estado árabe vasallo de los bizantinos. Basilio II se vio obligado a interrumpir sus campañas contra Bulgaria y dirigir su atención al este, lanzando una rápida operación militar para liberar la ciudad. Alrededor de esa fecha, Basilio destituyó a Burtzes de su cargo y lo reemplazó por Damián Dalaseno.
No se conoce nada más sobre Burtzes tras estos acontecimientos. Se sabe que tuvo al menos tres hijos: Miguel, Teognosto y Samuel, quienes conspiraron contra el emperador Constantino VIII (único soberano entre 1025 y 1028) después que este ordenó cegar al hijo de Miguel, llamado también Constantino, en 1025 o 1026.